# Каменний (Кропивинський округ)
Ка́менний (рос. Каменный) — селище у складі Кропивинського округу Кемеровської області, Росія.

## Населення
Населення — 493 особи (2010; 571 у 2002).
Національний склад (станом на 2002 рік):
- росіяни — 64 %
- чуваші — 28 %